# Speakon
Conector Speakon: (o speakON ) es un tipo de conector, utilizado por profesionales de audio para la conexión de sistemas de altavoces y amplificadores. Existe otro conector denominado PowerCon, que está diseñado para transportar la energía eléctrica en lugar de la señal de audio. El diseño de potencia y el de audio no se pueden conectar entre sí. 

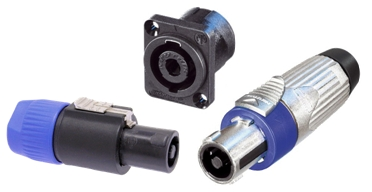
Neutrik® Speakon®

Este conector fue concebido para la interconexión de los sistemas de amplificación (etapas de potencia) y monitorización (altavoces y monitores) de los equipos de sonido profesionales, puesto que para su funcionamiento se requiere una transmisión elevada de energía.
Además, es sustituto del conector TS (jack), que era el utilizado anteriormente para estas aplicaciones, ya que el Speakon es más seguro y posee un sistema de cierre de seguridad que impide su desconexión accidental, y la propia forma del conector lo dota de una protección que evita los cortocircuitos, descargas eléctricas y permite la exposición de estos a las inclemencias del tiempo sin que se dañen.

## Sistema de bloqueo
El cierre de seguridad consiste en dos muescas que deben de coincidir en el conector macho y en el conector hembra para poder conectarlos. Una vez introducido el conector, hay que girarlo ¼ de vuelta hacia la derecha para que las ranuras se desplacen horizontalmente y así la pieza queda asegurada contra tirones involuntarios del cable.

## Conexión
Estos conectores son más fáciles de cablear que el resto de conectores. Los conectores Speakon cuentan con una especie de ranuras donde se insertan las puntas de cada línea que compone el cable y al contrario que los demás conectores, el Speakon no se suelda con estaño, viene dotado de unos tornillos de sujeción que aprisionan el cable contra las paredes de chapa de esos agujeros.

## Tipos de Speakon y diferentes configuraciones
Como se comenta arriba, este tipo de conexiones se usan únicamente para la conexión de los altavoces con sus respectivas etapas de potencia y dependiendo, de la configuración y montaje que se vaya a llevar a cabo, estos conectores pueden distribuir a través del mismo cable 2, 4 u 8 señales simultáneas. 
Los conectores son:
- NL2: Tiene 2 polos (+1 y -1). Es el conector básico que se usa mayormente para la conexión de las cajas Full Range.

Estas cajas tienen su propio crossover interno y se encargan de distribuir la señal a los diferentes altavoces que componen la caja por lo que simplemente necesitan una señal de audio.
La estética y las medidas de los conectores NL2 (2 polos) es la misma que la de los NL4 (4 polos) por lo que ambos pueden conectarse en el conector hembra NL4.
- NL4: Tiene 4 polos (+1, -1; +2, -2). Este conector se usa en las configuraciones de 2 vías: cajas acústicas generales con todo el espectro en frecuencias o full range, que llevan los graves aparte.

El reparto de señales sería: +1 y -1 para las cajas full range y el +2 y -2 para los graves.
- NL8: Tiene 8 polos (+1, -1; +2, -2; +3, -3; +4, -4): Este conector es más grueso que los anteriores, utilizado para configuraciones grandes a 3 vías (agudos, medios y graves o agudos y medios (juntos), graves y subgraves); a 4 vías (agudos, medios, graves y subgraves) o line arrays, por ejemplo.

El conector hembra del NL8 también es más grande que el NL4 por lo que solo sirve para este tipo de conector.
En esta configuración nos encontramos con 4 tipos diferentes de cajas: Cajas de agudos, cajas de medios, cajas de graves y subgraves. Por consiguiente la repartición de señales será:
- 3 vías:

| Agudos y medios | Graves  | Subgraves |
| +1 y -1         | +2 y -2 | +3 y -3   |
ó
| Agudos  | Medios  | Graves  |
| +1 y -1 | +2 y -2 | +3 y -3 |
- 4 vías:

| Agudos  | Medios  | Graves  | Subgraves |
| +1 y -1 | +2 y -2 | +3 y -3 | +4 y -4   |

Aun así, el conector depende de cómo se conecte el equipo. Es mucho más sencillo conectar cada etapa con su caja correspondiente directamente mediante conectores NL4 que dividir las señales de un NL8 en cuatro NL4 y empezar a enlazar cajas.

## Datos de Interés
Existe un conector similar al Speakon denominado PowerCon. Este conector, a diferencia del Speakon, no transmite señal de audio sino corriente eléctrica. 
Es fácil diferenciarlos dado que los Powercon son conectores de color azul o blanco, dependiendo de si se trata de una entrada o salida, mientras que los Speakon son negros.
Y aun con todo, los conectores Powercon tienen las muescas en lugares diferentes a los Speakon por lo que un cable Powercon nunca encajará en un conector hembra Speakon y viceversa.
Como para todo tipo de conectores, existen sus correspondientes adaptadores. Estos permiten poder conectar un cable jack a un XLR, o un Speakon a un jack.
- Datos: Q776979
- Multimedia: Speakon / Q776979